# الولايات المتحدة البلجيكية
الولايات المتحدة البلجيكية أو الولايات المتحدة الهولندية ((بالهولندية: Verenigde Nederlandse Staten أو  Verenigde Belgische Staten)، (بالفرنسية: États-Belgiques-Unis)، (باللاتينية: Foederati belgii))، تعرف أيضاً ولايات بلجيكا المتحدة، كانت كنفدرالية في الأراضي المنخفضة الجنوبية (اليوم بلجيكا) والتي ـاسست بعد ثورة برابانت. وجدت من يناير إلى ديسمبر 1790 كجزء من ثورة فاشلة ضد إمبراطور هابسبورج، جوزيف الثاني.